# 수암터널
수암터널(秀岩터널, Suam Tunnel)은 경기도 안산시 상록구 안산동과 안양시 만안구 안양동을 잇는 수도권제1순환고속도로 상의 터널로, 수리산을 관통한다. 1995년 6월 산본 나들목 ~ 장수 나들목 구간과 함께 착공되어 1999년 11월 26일 개통되었다.

## 같이 보기
- 소래터널: 일산 방면, 다음 터널
- 수리터널: 판교 방면, 다음 터널